# Sabo Bobaljević Mišetić
Sabo Bobaljević Mišetić Glušac (tal. Savino de Bobali) (Dubrovnik, 1530. – Ston ili Dubrovnik, 1585.), hrvatski renesansni pjesnik, manirist.
Potomak dubrovačke obitelji Bobaljević. Zvan je Glušac (tal. Sordo), jer je izgubio sluh. Vrlo buran život vodio je između državne službe, zatvora i progonstva. Imao je široku književnu izobrazbu, družio se s piscima svojeg vremena i osnovao je tzv. Akademiju složnijeh. Pisao je na talijanskome i hrvatskome jeziku. Talijanski mu je kanconijer tiskan u Mletcima 1589., dok je hrvatski dio opusa sačuvan tek fragmentarno i objavljen u 19. stoljeću. Liriku mu obilježavaju uobičajeni petrarkistički oblici i teme, kao i motivi iz vlastitoga životnog iskustva. Pisao je sonete, kancone i madrigale. Tematski piše ljubavne pjesme. Djelo Arijadna u odiljenju Tezeja je plač. Prepjevao je Tassov Amor fuggitivo.
Mišetić je bio zemljoposjednik, a neko vrijeme i kaštelan stonske utvrde Pozvizd.
Iz poslanica koje je slao mnogim hrvatskim i talijanskim pjesnicima znamo da je poznavao Mavra Vetranovića, Marina Držića, Maroja Mažibradića, Dinka Ranjine, Miha Monaldija, Mikše Pelegrinovića.
Mikša Pelegrinović napisao mu je 1556. poslanicu u osmeračkim katrenima, komične tematike, o liječenju starosti (Od jazavac vitno rebro, / i od hrta lijeve desni, / od komarca hrbat desni, / i sve stuci u prah dobro).
Objavio Sabovih talijanskih stihova doprinio je rođak Marin Bobaljević, koji je pomogao njegovoj braći posmrtno objaviti Rime amorose e pastorale et satire. 
Posmrtno ga je opjevao Miho Bunić.

## Književnost
- Rime amorose e pastorali e satire, 1589., Venecija.[2]
- Rime (s pjesmama Mihe Monaldija), 1783., Dubrovnik.[3]
- Pjesni razlike, "Stari pisci hrvatski, sv. 8" 1876., Zagreb.[4]